# محمود واعظي
محمود واعظي هو سياسي إيراني شغل منصب وزارة الاتصالات وتقنية المعلومات ضمن وزارة حسن روحاني منذ 15 أغسطس 2013.